# 井泉村
井泉村（いいずみむら）は埼玉県の北東部、北埼玉郡に属していた村。

## 地理
- 河川 - 利根川

## 歴史
- 1889年（明治22年）4月1日 町村制施行により、今泉村、発戸村、尾崎村、北袋村、藤井村上組、藤井村下組が合併し北埼玉郡井泉村が成立する。
- 1954年（昭和29年）9月1日 羽生町、新郷村、須影村、岩瀬村、川俣村、手子林村と合併し羽生市となる。